# Maquis (2. verdenskrig)
Maquis (udtales: maˈki) var betegnelsen for de franske guerillagrupper under 2. Verdenskrig. De opererede fortrinsvis i landområderne og bestod oprindelig af mænd, som var flygtet op i bjergene for at undgå indkaldelse til Vichy-frankrigs Service du travail obligatoire, som leverede tvangsarbejdere til Tyskland. I et forsøg på at undgå tilfangetagelse og deportering til Tyskland blev det, der var startet som løse grupper af individer, efterhånden mere organiseret. I starten kæmpede de kun for selv at forblive frie, men disse grupper blev efterhånden til aktive modstandsgrupper. 

## Betydning
Oprindeligt var maquis navnet på den type terræn, hvori de bevæbnede modstandsgrupper skjulte sig. Den franske maquis er en type højland i det sydøstlige Frankrig, som er dækket med kratbevoksning. Selv om det strengt taget betyder tykning, kunne maquis nogenlunde oversættes med "buskadset".
Medlemmer af disse grupper blev kaldt maquisards. Efterhånden blev begrebet en æresbetegnelse, der betød "bevæbnet modstandskæmper". Maquisen er kommet til at symbolisere den franske modstandsbevægelse. 

## Operationer
De fleste maquisards opererede i bjergområderne i Bretagne og Sydfrankrig. De benyttede guerillataktik til at genere de vichyfranske militser og de tyske besættelsestropper. Maquisen hjalp med til at hjælpe nedskudte, allierede flybesætninger, jøder og andre, som blev forfulgt af vichyfranske eller tyske myndigheder. Nogle maquisards begik grusomheder og angreb også landsbyer, men som regel kunne de regne med en vis sympati eller samarbejde fra lokalbefolkningen. I marts 1944 indledte den tyske hær en terrorkampagne over hele Frankrig. Den omfattede repressalier over for civile, som boede i områder, hvor den franske modstandsbevægelse var aktiv. 
De fleste maquisceller tog navn efter det område, de opererede i. Størrelsen af grupperne varierede fra få dusin til tusinder af mænd og kvinder. 
I Fransk Indokina blev den lokale modstandsbevægelse mod japanerne efter 1941 støttet af særlige, luftbårne kommandostyrker, som blev oprettet af general Charles de Gaulle i 1943 under betegnelsen Corps Léger d'Intervention (CLI). De  blev forsynet fra luften af den britiske Force 136.

## Politik i Maquisen
Politisk var Maquisen meget forskelligartet – fra højrefløjsnationalister til kommunister og anarkister. Nogle maquisgrupper, som opererede i det sydvestlige Frankrig, bestod udelukkende af venstreorienterede, spanske veteraner fra den Spanske borgerkrig.
Da tyskerne indførte en tvungen arbejdstjeneste, (Service du travail obligatoire, STO) i Frankrig i begyndelsen af 1943, flygtede tusinder af unge mænd og sluttede sig til Maquisen. Den britiske Special Operations Executive (SOE) hjalp med forsyninger og agenter. Det amerikanske Office of Strategic Services (OSS) begyndte også at sende egne agenter til Frankrig i samarbejde med SOE og de franske BCRA agenter i Operation Jedburgh.
Den britiske regering hjalp og forsynede også Charles de Gaulle med at forene de Frie Franske, herunder modstandsbevægelsen. 

## Rolle
Under den allierede invasion i Normandiet spillede Maquisen og andre grupper en rolle ved at forsinke den tyske mobilisering. Den franske modstandsbevægelse saboterede jernbanespor og angreb gentagne gange tysk udstyr og enheder på vej til Atlanterhavskysten. Ved hjælp af kodemeddelelser, der blev udsendt over engelsk radio, blev alle modstandsgrupper gjort opmærksom på den forestående landgang. Efterhånden som de allierede tropper trængte frem, gjorde de franske modstandsgrupper oprør mod de tyske besættelsestropper. F.eks. var Nancy Wakes gruppe med 7.000 maquisards involveret i et stort slag med 22.000 tyskere den 20. juni 1944. Nogle Maquis-grupper tog ikke fanger, så nogle tyske soldater foretrak at overgive sig til allierede soldater frem for til den franske modstandsbevægelse. Tilfangetagne Maquis-kæmpere blev udsat for tortur og død eller blev sendt til koncentrationslejre, som kun få overlevede. 
Den allierede offensiv blev sinket, og tyskerne kunne gå til modangreb i det sydøstlige Frankrig. På Vercors plateauet kæmpede en Maquis gruppe mod ca. 8.000 tyske soldater under general Karl Pflaum og blev besejret med et tab på 600.  
Da De Gaulle opløste modstandsorganisationerne efter befrielsen af Paris, vendte mange hjem, men mange sluttede sig også til den nye franske hær for at fortsætte kampen. 

## Traditioner
Det var almindelig praksis i Maquisen at bære baskerhuer, for det var tilstrækkeligt almindeligt til ikke at vække opsigt og tydeligt nok til at være effektivt. 